# 数陣タイセン
『数陣タイセン』(すうじんタイセン)は、2007年6月7日に任天堂が発売したニンテンドーDS用対戦型パズルゲームである。

## ルール
1～5の書かれた札の接合部を繋げて得点を獲得するゲーム。手札は5枚ありそれを1枚ずつ置いていく。札には色札と虹札の2つがある。色札は、プレイヤーごとに色が決められていて同色の色札と虹札のとなりに置ける。虹札は、自分の色札のとなりや虹札のとなりに置ける。

## 接合
接合部と接合部を繋げることを接合という。接合には4種類の役がある。自分が置いた札を起点にして役が成立していれば、それに応じて点数を得られる。
数列接合
数字を1つ違いで昇順または降順に接合させると成立。1枚につき10点獲得できる。
同数接合
同じ数字を2つ以上接合させると成立。1枚につき10点獲得できる。
包囲接合
接合部を輪のように1周させられれば成立。1枚につき10点獲得できる。
完全接合
接合部が他のマスに全く出ないようなかたまりを作ると成立。1枚につき20点獲得できる。

## モード
物語
1人用モード。CPUと対戦して、先に規定の点数に到達すれば勝利となる。
対戦
ワイヤレス通信機能を用いて最大4人対戦ができるモード。
お題
与えられた状態から、一定以上の得点を目指すモード。